# Schloss Oselce

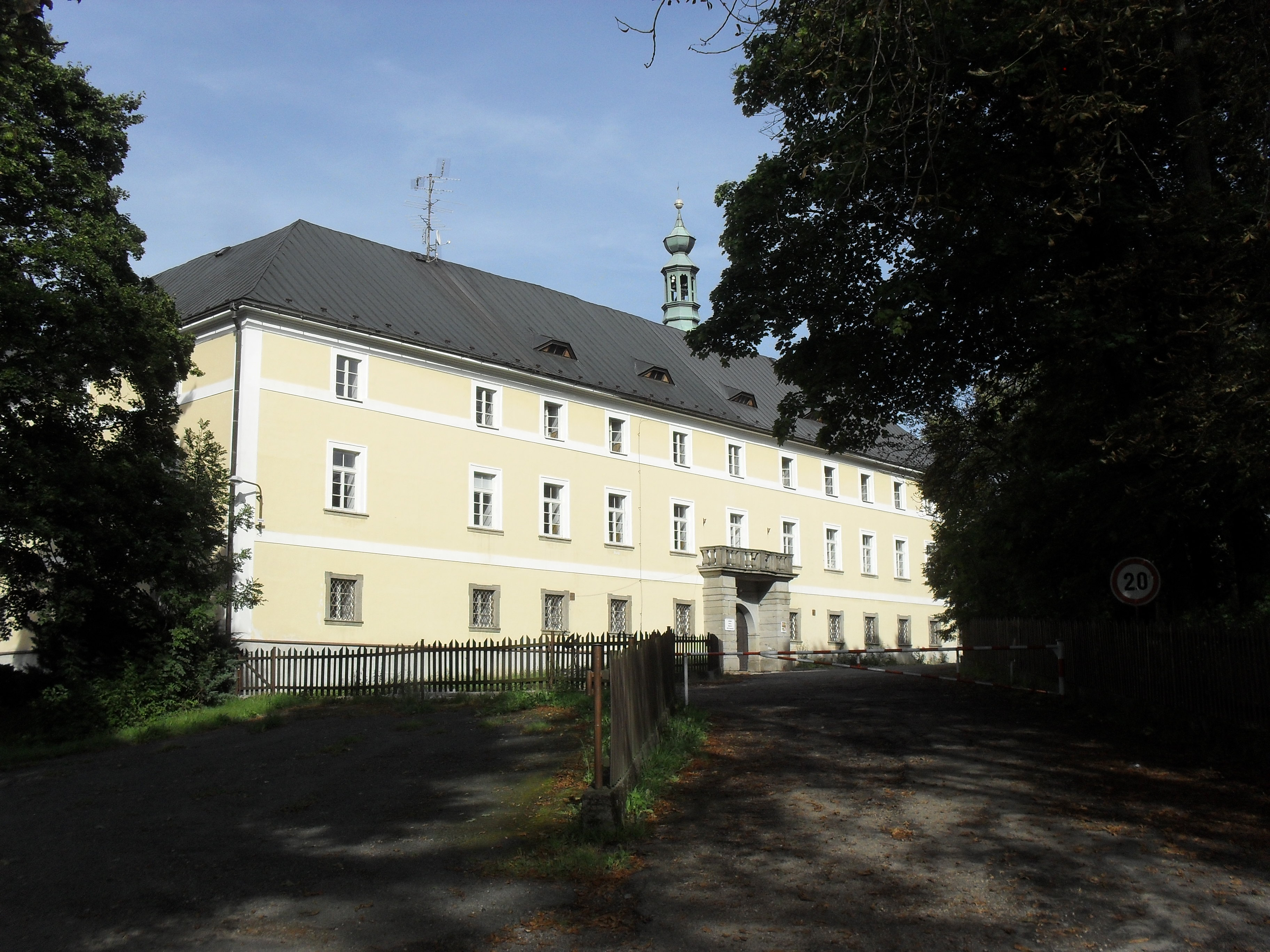
Schloss Oselce

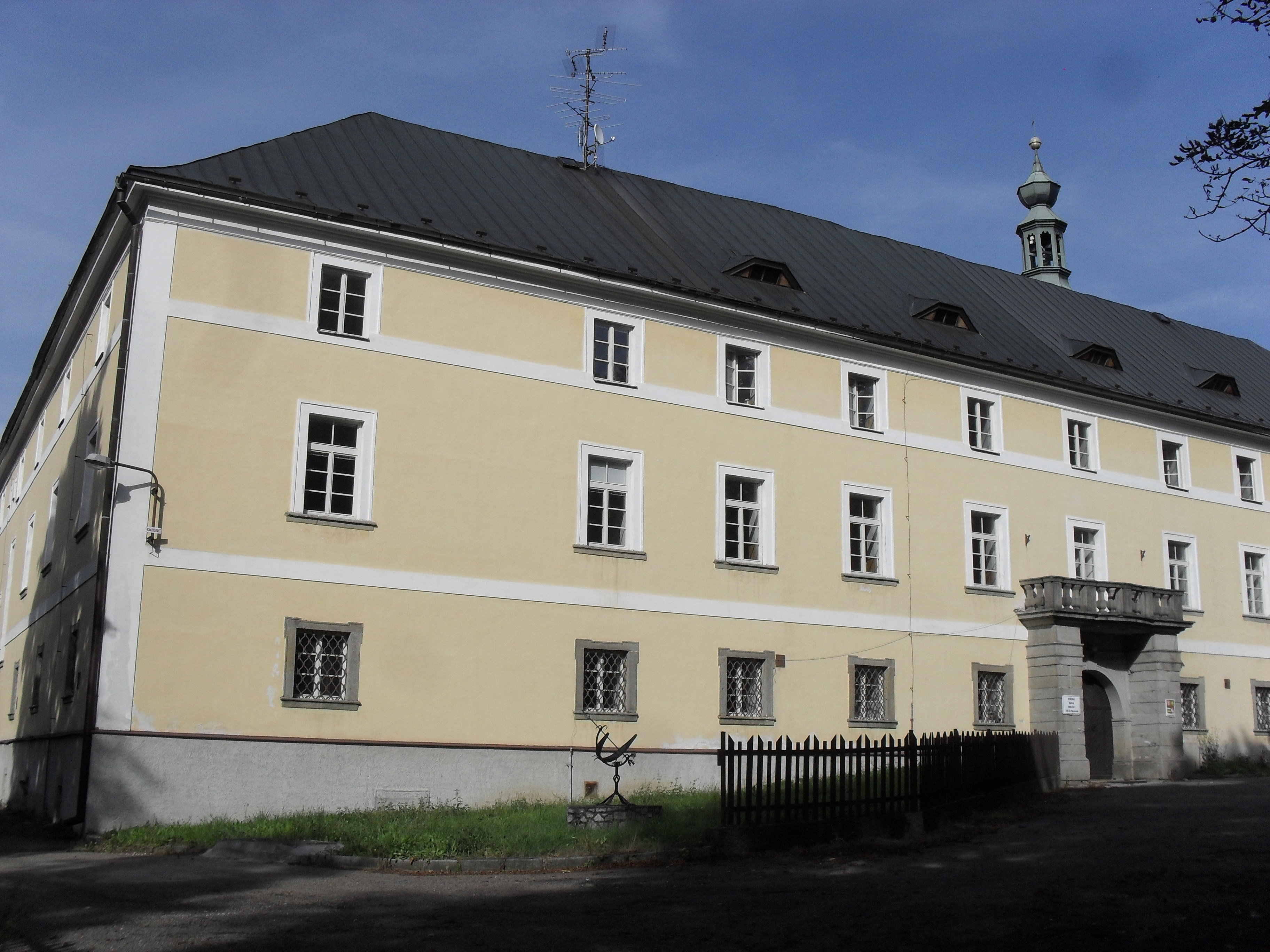
Schloss Oselce

Das Barockschloss Oselce (deutsch Schloss Wosseletz) ist ein Schloss in der Gemeinde Oselce im Okres Plzeň-jih in Tschechien.

## Geschichte
Die Feste Oselce wurde erstmals 1388 als Sitz des Jezovec von Oselce, der bis 1397 nachweisbar ist, erwähnt. Im 15. Jahrhundert war sie der Sitz von Nikolaus von Langendorf, ihm folgte 1479 Lipolt Woselsky von Langendorf und zwischen 1505 und 1513 dessen Söhne Castolar und Heinrich. Beim Eintrag von Heinrichs Sohn Peter Woselsky von Langendorf († 1578) in der Landtafel wurde 1543 neben dem Dorf und der Feste erstmals ein Hof erwähnt. 1583 übernahm dessen Tochter Markéta Kokořovec von Kokořov das Gut. Ab 1601 gehörte es ihrem Sohn Peter, danach dessen Sohn Jiří Kryštof († 1662). Im Jahr 1671 verkauften die Kokořovec von Kokořov die Herrschaft Woselecz an Jindřich Vilém Vitanovský von Vlčkovice.
Das erste Schloss entstand 1680 im Zuge des Umbaus für Jiří Vojtěch Janovský von Janovice († 1737), der Woselecz ein Jahr zuvor von Vitanovský erworben hatte. 1697 kaufte Janovský die Grundherrschaft Starý Smolivec und vereinigte sie mit Woselecz.
Seine heutige Form erhielt das Schloss ab dem Jahre 1705 im Zuge eines großen Umbaus durch den Baumeister Giacomo Antonio de Maggi. 1730 erfolgte die Fertigstellung der Anlage, zu der auch eine Schlosskapelle mit einer Darstellung des hl. Johannes von Nepomuk als Deckenfresko und ein Türmchen gehört. Der Innenhof ist mit Arkaden ausgestaltet. 1749 wurde eine Schlossbrauerei eingerichtet.
Umgeben ist das Schloss Oselce von einem englischen Landschaftspark, in dem sich auch ein mehrstöckiger barocker Kornspeicher befindet.
1807 erwarb Anton Zürchauer die Herrschaft von František Dominik Janovský von Janovice. Ein Jahr später verkaufte es Zürchauer Philipp Anton Freiherr von Bibra, der es im Auftrag seines Schwiegersohnes Clemens Wenzel von Boos zu Waldeck und Montfort erwarb. Über dessen Gattin Johanna Carolina Thekla Freiin von Bibra gelangte es 1832 an ihren Sohn Franz Anton von Boos zu Waldeck, der die Besitztümer Wosseletz und Laschan Desfours vereinigte.
1887 erbte Victor von Boos zu Waldeck den Besitz. Er trennte sich noch im selben Jahr von den Gütern in Smolivec und verkaufte das Schloss Starý Smolivec einschließlich der zugehörigen 350 Hektar Wald und 140 Hektar Ackerland an Karl Graf von Lilgenau auf Schlüsselburg.
In den 1890er Jahren wurde Schloss Wosseletz zu einer Stätte der Literatur und Musik. Der Schlossherr Victor von Boos zu Waldeck wirkte als Mäzen und betätigte sich selbst künstlerisch als Übersetzer und Komponist. Zu seinen bekanntesten Werken zählt eine Intonation des Gedichts Morgens steh’ ich auf und frage von Heinrich Heine. Gäste auf Schloss Wosseletz waren in dieser Zeit u. a. Jaroslav Vrchlický, Josef Václav Sládek, Josef Svatopluk Machar, Václav Talich, Oskar Nedbal, Josef Suk und Adolf Hofmeister.
Im Jahr 1910 hatte der zum Schloss gehörende Grundbesitz eine Fläche von 912 Hektar. Nach dem Zweiten Weltkrieg wurde der Besitz der Grafen Boos zu Waldeck, die bis 1948 im Schloss lebten, enteignet.
Das Schloss dient heute als landwirtschaftliche Berufsschule, die Kapelle ist zugänglich. Die Innengestaltung des Schlosses wurde modernisiert und in den Jahren 1990/91 erfolgte die Sanierung der Fassaden.